# Acacia polypodioides
Acacia polypodioides é uma espécie de leguminosa do gênero Acacia, pertencente à família Fabaceae.